# Olentangy-Gletscher
Der Olentangy-Gletscher ist ein Gletscher im westantarktischen Marie-Byrd-Land. Er fließt von der Wisconsin Range ostnordöstlich der Sisco Mesa in südlicher Richtung zum McCarthy-Gletscher und zum größeren Reedy-Gletscher südwestlich des Mount McNaughton.
Der United States Geological Survey kartierte ihn anhand eigener Vermessungen und mittels Luftaufnahmen der United States Navy zwischen 1960 und 1964. Auf Vorschlag der Mannschaft der Ohio State University, die zwischen 1964 und 1965 geologische Studien in den Horlick Mountains betrieb, wurde der Gletscher nach dem Olentangy River benannt, der den Campus der Universität durchfließt.